# Antoni Comín
Antoni Comín i Oliveres, também conhecido como Toni Comín (Barcelona, 1971), é um filósofo e político catalão, filho do político antifascista aragonês Alfons Carles Comín i Ros e neto do deputado e dirigente do carlismo Jesús Comín Sagüés.
Deputado no Parlamento da Catalunha desde 2015 até 2017 na XI legislatura autonómica de Catalunha pela candidatura independentista Junts pel Sí (Juntos Pelo Sim) e deputado eleito no Parlamento da Catalunha durante a VII e VIII legislaturas pelo Partit dels Socialistes de Catalunya (Partido dos Socialistas da Catalunha).

## Biografia

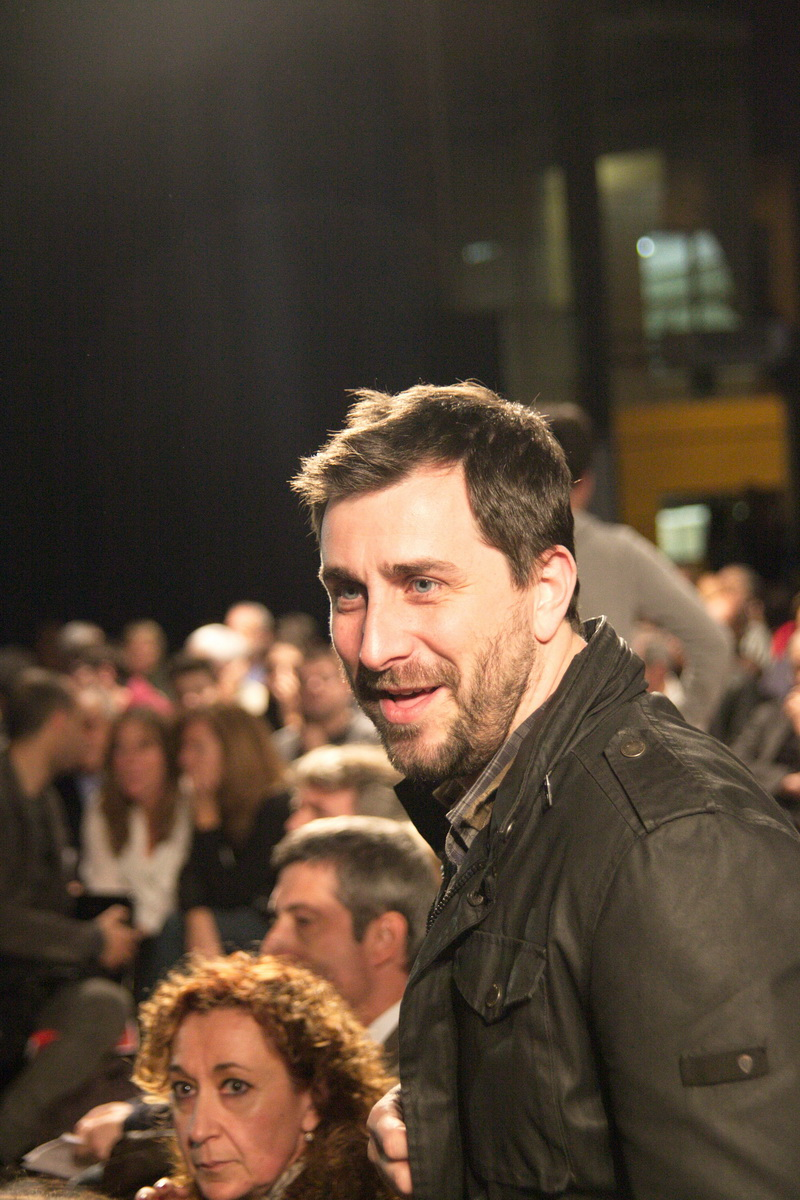
Toni Comin durante um ato de apresentação de candidatura el 2014

Concluiu o ensino secundário no Colégio Pare Enric d'Ossó no município de L' Hospitalet de Llobregat (Barcelona) e licenciou-se em Filosofia e Ciências Políticas pela Universidade Autónoma de Barcelona (UAB). É professor de Ciências Sociais na ESADE (Universidade Ramon Llull), membro da Fundação Alfonso Comín e do Centro de Estudos Cristãos e Justiça. Colaborou com a revista El Ciervo, com o jornal El Mundo e com a estação de rádio RAC1.
Foi eleito deputado pelo Partido dos Socialistas da Catalunha nas eleições para o Parlamento da Catalunha de 2003 e de 2006 durante a VII e VIII legislaturas autonómicas da Catalunha. Militante do Partido dos Socialistas de Catalunha desde 13 de junho de 2011, deixou o partido em 5 de março de 2014 por falta de cumprimento do programa eleitoral. No dia 11 de dezembro de 2003, impulsa a Associação Socialismo, Catalunha e Liberdade.
Eleito deputado nas eleições para o Parlamento da Catalunha de 2015 pela candidatura independentista Junts pel Sí, durante a XI legislatura autonómica da Catalunha.
Nomeado Conselheiro da Saúde no governo da Catalunha pelo presidente da Generalitat de Catalunya, Carles Puigdemont. Foi demitido do cargo pelo governo de Espanha no seguimento da aplicação do Artigo 155 da Constituição Espanhola de 1978 no dia 27 de outubro de 2017.
Em 30 de outubro de 2017, realiza uma viagem a Bruxelas (Bélgica), acompanhado do recém-destituído presidente Carles Puigdemont e de três conselheiros do governo catalão: Lluís Puig (Conselheiro da Cultura), Meritxell Serret (Agricultura) e Clara Ponsatí (Educação).
Novamente, durante o exílio bruxelense, é eleito deputado nas eleições para o Parlamento da Catalunha de 2017 pela candidatura independentista Esquerra Republicana de Catalunya (Esquerda Republicada da Catalunha).
Juntamente com o seu companheiro sentimental, Sergi, são pais adotivos de uma criança.

## Causa Judicial

### Ver Independência da Catalunha
Investigados pelo juiz Pablo Llarena (do Supremo Tribunal espanhol), os membros do governo da Catalunha são acusados de tentativa de organizar a criação de uma República independente na Catalunha e da realização de um referendo (no dia 1 de outubro de 2017), considerado ilegal pelo governo espanhol. 
Antoni Comín é então demitido do cargo de Conselheiro da Saúde pelo governo de Espanha no seguimento da aplicação do Artigo 155 da Constituição Espanhola de 1978 no dia 27 de outubro de 2017.. Madrid decidiu intervir na Comunidade Autónoma, através da dissolução do parlamento regional, da destituição do executivo regional e da convocação de eleições regionais que se realizaram a 21 de dezembro último.
No seguimento da viagem para a Bélgica a 30 de outubro de 2017, a Audiência Nacional espanhola emite, em 3 de novembro de 2017, um mandado de detenção europeu (pela juíza Carmen Lamela), finalmente anulado pelo Supremo Tribunal em 5 de dezembro de 2017, assim como as ordens de detenção internacional, sendo unicamente válido o mandado nacional espanhol de detenção em território nacional espanhol.
No dia 23 de março de 2018, o juiz do Supremo Pablo Llarena decidiu novamente reativar o mandado de detenção europeu para Carles Puigdemont e para os ex-conselheiros Antoni Comín, Lluís Puig, Meritxell Serret, todos na Bélgica, e para Clara Ponsatí, que se mudou da Bélgica para a Escócia. E ativou um mandado de detenção internacional para Marta Rovira, que se supõe que esteja na Suíça.
Em 6 de abril de 2018, o Relator Especial da ONU sobre o Direito à Liberdade de Opinião e de Expressão, David Kaye, pediu às autoridades espanholas que se abstivessem de acusar figuras políticas e manifestantes na Catalunha do crime de rebelião, o que pode acarretar uma sentença de prisão de até 30 anos.
Em 16 de maio de 2018, a justiça belga indeferiu o mandado de detenção europeu contra os exilados na Bélgica Antoni Comín, Lluís Puig, Meritxell Serret, pela sua irregularidade e por não preencher os requisitos exigidos pela lei que regula esses mandados. 

## Obras
- La igualtat, una fita pendent. Cristianisme i Justícia. (1999)
- «La mundialización: aspectos políticos», a ¿Mundialización o conquista? (1999)
- Los cambios son posibles (2002)
- «Globalizar la política para democratizar la economía», a Mundo global, justicia parcial (2003)
- Autoritat mundial. Per a un lideratge planetari legítim. Cristianisme i Justícia. (2005).

## Ligações
- Twitter de Toni Comín